# Контактор (завод)
АО «Контактор» — одно из крупнейших российских предприятий электротехнической промышленности. Более 80 лет завод разрабатывает и производит силовые автоматические выключатели и низковольтную аппаратуру. Продукция АО «Контактор» используется на ключевых предприятиях энергоемких отраслей России и ближнего зарубежья.

## Основная информация
АО «Контактор» выпускает электротехнические изделия для электростанций всех типов (тепловых, гидроэлектростанций, атомных), различных отраслей промышленности и бытового применения. 
Сегодня «Контактор» — это современное предприятие полного цикла, которое ежегодно производит более 47 млн. единиц продукции, более 30 больших серий аппаратуры широкого применения. 10 серий автоматических выключателей АО «Контактор» внесены в реестр отечественной продукции Минпромторга РФ. 
АО «Контактор» входит в группу компаний, образованную бывшими активами Группы Legrand  в России, и продолжает свое развитие в стратегическом партнёрстве с ИЭК Групп (IEK GROUP).                                                                                                                                                                                   

## История
Ульяновский завод «Контактор» был создан в ноябре 1941 года на базе эвакуированного  электроаппаратного цеха Харьковского электромеханического завода. Первоначально производство было размещено в здании торговых рядов Центрального рынка города на площади Революции. На базе эвакуированного цеха было организовано предприятие «Электропускатель», затем оно получило название Государственный Союзный Завод № 650. Производство низковольтной аппаратуры на новом предприятии было начато в 1942 году с автоматических выключателей. 
В годы Великой Отечественной войны завод в основном выпускал электрооборудование для оборонной промышленности страны, а также продукцию для химической и топливной промышленности, металлургии, машиностроения, энергетики и станкостроения. 
После окончания войны главной и основной продукцией ульяновского предприятия постепенно становятся автоматические выключатели, поэтому с 20 июня 1954 года Министерство электротехнической промышленности переименовало его в Ульяновский завод низковольтной аппаратуры «Контактор». Выключатели завода поставлялись на металлургический комбинат в г. Бхилаи (Индия), Новолипецкий металлургический комбинат, Волжский автомобильный завод, КАМАЗ, атомные электростанции, угольные шахты и многие другие предприятия. В 1960-х годах завод был награждён дипломом первой степени ВДНХ за разработку и внедрение в производство выключателей серии «Электрон».
29 апреля 1992 года Ульяновский завод низковольтной аппаратуры «Контактор» реорганизован в АОЗТ «Контактор» и позже приватизирован. 
С 2001 года на предприятии внедрена система менеджмента качества, сертифицированная Госстандартом России на соответствие требованиям ГОСТ Р ИСО 9001-96. В июле 2002 года инспекционный контроль Госстандарта подтвердил действующий сертификат на систему менеджмента качества.
В 2004 году ЗАО «Контактор» было признано дипломантом Всероссийской программы-конкурса «100 лучших товаров России» в номинации «Продукция производственно-технического назначения». Чуть позже году 75% акций завода консолидировала Huckabay Holdings Ltd, а в 2007 году почти 95% акций завода выкупила французская группа компаний Legrand.
В 2021 году коллектив Ульяновского завода «Контактор» отметил своё 80-летие.
В октябре 2022 года завод «Контактор» переместился на новую площадку в индустриальном парке «Заволжье» (Заволжский район, Ульяновск).
С конца 2023 года АО «Контактор» входит в группу, образованную бывшими активами Группы Legrand в России, и продолжает свое развитие в стратегическом партнёрстве с ИЭК Групп (IEK GROUP).

## Продукция
Предприятие разрабатывает и производит автоматические выключатели; разъединители и переключатели; РУНы для КТП внутренней установки; низковольтные комплектные устройства (шкафы управления и др.). К традиционно производимым автоматическим выключателям, благодаря группе Legrand, добавились изделия серии КПРО. Планируется начать производство сухих трансформаторов, установок компенсации реактивной мощности (УКРМ) и источников бесперебойного питания.

## Известные люди завода
- Бажанов, Сергей Викторович — российский политический деятель, в 1987—1992 гг. — заместитель генерального директора завода.